# Traffic Crossing Leeds Bridge
Traffic Crossing Leeds Bridge es una película muda británica de 1888 dirigida por el inventor francés Louis Le Prince. Es una de las películas más antiguas que se conocen de la historia del cine.

## Sinopsis
La película muestra a los peatones que cruzan el puente de Leeds, histórico puente sobre el río Aire en Leeds, y el tráfico de carruajes en el lugar.
Louis Le Prince lo nombró como Tráfico del puente de Leeds en estas coordenadas:53°47′37.70″N 1°32′29.18″O / 53.7938056, -1.5414389.

## Situación Inicial
Las copias existentes hoy en día son incompletas. Los últimos fotogramas pertenecen, desde 1923, el inventario del Museo Nacional de Fotografía, Cine y Televisión (NMPFT) (marcos 118-120 y 122-124), y otra mayor en la secuencia añadida en 1931 (marcos 110-129). Una copia digital de producido por NMPFT tiene 65 marcos (2,76 segundos de duración con 23:50 cuadros/s), mientras que el original tenía 20 cuadros, con una cámara de 20 cuadros/s en una película de 60 mm, de acuerdo con Adolphe Le Prince, que ayudó al padre en la filmación, ocurrida en octubre de 1888.